# Lasioglossum bimaculatum
Lasioglossum bimaculatum là một loài Hymenoptera trong họ Halictidae. Loài này được Dours mô tả khoa học năm 1872.